# 미카 (가수)
미카(Mika, Mica Penniman, 1983년 8월 18일 ~ )는 잉글랜드의 싱어송라이터이다. 그래미상 지명자이자 브릿 어워드 등을 수상한 인물이다.

## 어린 시절
미카는 레바논의 베이루트에서 태어났다. 아버지는 미국인이며 어머니는 레바논인. 5남매 중 셋째로, 위로는 두 명의 누나가 있으며 밑으로 여동생과 남동생이 있다. 미카가 한 살이었을 때 그리스도교와 이슬람교의 내전이 격화되어 미카의 가족은 레바논을 떠나 파리로 이주해야 했다. 7살 때 너바나의 〈Heart-Shaped Box〉를 듣고 첫 번째 곡을 쓰는데, 미카는 그것을 '분노'라는 제목의 끔찍한 피아노 반주곡이었다고 회상한다.
그가 9살 때, 아버지가 인질이 되어 쿠웨이트의 미국 대사관에 감금되는 일이 발생했고 이 사건을 계기로 영국의 비호를 받게 된 미카 일가는 런던으로 이주했다. 런던에서 미카는 프랑스인 학교에 입학했지만 동급생들의 심한 따돌림에 난독증까지 겹쳐 정상적인 생활이 어려웠다. 그가 11살 때 교육기관에서는 그에게 맞는 새 학교를 찾을 때까지 그를 수업에서 격리시켰는데 이 기간 동안 미카는 어머니에게서 6~8개월간 자택교육을 받았고, 러시아인 소프라노 오페라 가수에게 노래 지도를 받으며 타고난 재능을 연마했다. 이후 영국의 대표적 작곡가 본 윌리엄스의 가극 ‘천로역정’에 출연했으며 로얄 오페라 하우스부터 브리티시 항공사, 껌 CM송까지 이 노래 잘하는 소년은 필요한 곳에는 어디든 달려가 일을 했다. 하지만 그의 노동량에 비해 정작 수중에 떨어지는 돈은 많지 않았다. 돈에 밝지 못한 미카와 그의 어머니가 적정한 대가에 대한 정보 없이, 업체가 주는 대로 임금을 받은 게 그 원인이었다.
이런 일련의 경험으로 인해 경제에 대한 중요성을 인식했기 때문인지 미카는 켄싱턴에 위치한 세인트 필립스 학교[거기서 Schola Cantorum(성 필립 합창단)의 장을 맡았다], 웨스트민스터 학교를 졸업한 후 런던 정치경제대학교로 진학했다. 그러나 하루 만에 그곳을 나와 명문음악학교인 왕립음악대학에 입학했다. 경제 대학보다는 음악 학교가 더 맞는 듯이 보였지만 그는 카사블랑카 레코드에서 자신의 첫 번째 앨범을 준비하기 위해 중도에 휴학했다. 미카는 다른 사람이 이미 지어놓은 오페라를 부르기 보다는 스스로 만든 곡을 부르고 싶었다. 미카는 이어 이름의 "c"를 "k"로 바꾸는데, 사람들이 종종 자신의 이름 "Mica"를 마이카나 미샤로 잘못 발음해 실망했기 때문이라고 한다.

## 음악 경력

### 2004–06: 초기 활동

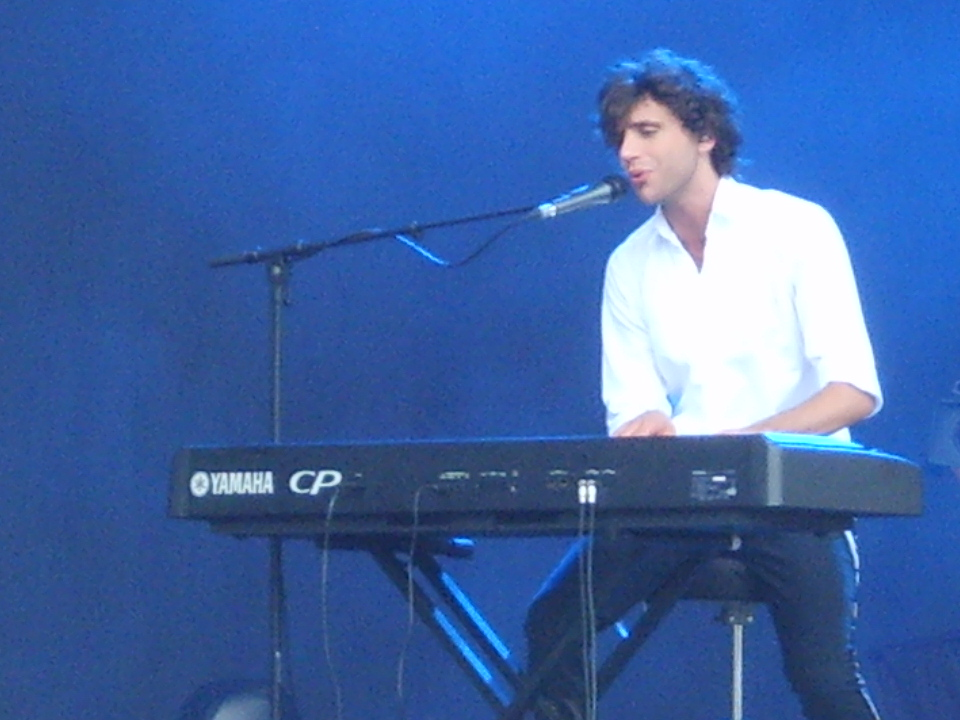
2007년 V Festival에서 키보드를 연주하는 미카

미카는 러시아 오페라 소속 알라 아르다코프 아래서 훈련을 받았고, 후에 영국 왕립 음악대학을 졸업했다.
2004년 무렵부터 마이애미와 뉴욕을 거점으로 미국에서 라이브 활동을 하던 그는 2006년 첫 싱글인 ‘Relax’를 인터넷에 발표했다. 이를 계기로 미카는 유망 신인으로 BBC 등 대중 매체의 전파를 타게 되었고, 매스컴은 퀸의 '프레디머큐리'를 능가하는 5옥타브 신인이 나타났다고 흥분했다. 이런 기사들에 대해 미카 본인은 고개를 저으며 "실은 3옥타브 반 정도"라고 정정했다.(실제로는 4옥타브 반)

### 2007–08:Life in Cartoon Motion
그는 2007년 1월‘Grace Kelly’로 영국에서 5주 연속 1위라는 기록을 달성하였고 많은 나라에서 1위를 차지했다. 그리고 2007년 2월 5일에 발매한 데뷔 앨범 Life in Cartoon Motion은 UK 앨범 차트 1위, 전 세계 앨범 판매 5위를 기록하며 전 세계적으로 576만부 이상 판매되었다. 이 앨범으로 인해 미카는 전설적인 선배 뮤지션들과 비교해 손색이 없는 아티스트로 칭송받았고, 브릿 어워드(최우수 신인상), MTV 어워즈를 비롯해 많은 상을 수상하며, 2007년 가장 화려하게 등장한 아티스트로 손꼽혔다.
데뷔 앨범이 폭발적인 성공을 거둔 뒤 미카는 미국의 L.A.에 멋진 아파트를 장만했다. 런던의 지하실을 떠나 햇빛 잘 드는 고급 아파트에서 다음 앨범의 구상을 하고 형태를 다듬고 곡 작업을 시작했다. 하지만 미카의 안락한 L.A. 체류에 그의 어머니가 제동을 걸었다. 그의 어머니는 예술 하는 사람이 너무 쾌적한 환경에 익숙해지는 것은 바람직하지 않다고 조언했다.

### 2009–2011:The Boy Who Knew Too Much
그리고 미카는 어머니의 조언에 따라 LA를 떠나 자신의 원점이자 데뷔 앨범을 만들었던 런던의 싸구려 호텔로 다시 돌아가서 2009년 9월 21일 새 앨범 The Boy Who Knew Too Much를 세상에 내놓게 된다. 데뷔앨범에서 유소년 시대를 묘사했던 미카는 그 2부로 인생에서 가장 빛나는 시기이자 아직은 신선하고 때묻지 않은, 그래서 두려운 것도 많은 10대의 청년기에 대해 곡을 썼다. 새 앨범 The Boy Who Knew Too Much는 영국에서만 발매 첫 주 4만장 이상의 판매고를 기록하였고, 호주, 멕시코, 네덜란드, 독일, 프랑스, 스위스 등지에서 탑10 안에 랭크 되는 연타석 인기를 이어가고 있다.
총천연색의 12곡의 수록 곡들 중에서 첫 싱글의 영광을 얻은 곡은 ‘We Are Golden’이다. 영국 작가 엔젤라 카터의 소설 ‘요술 장난감 가게(The Magic Toyshop)’에서 영감을 받은 이 곡은 앨범 오프닝에 어울리는 장렬한 파워 팝 넘버로 'We are not what you think we are, We are golden’(우리들은 당신이 생각하는 그런 인간이 아니야. 우린 앞길이 창창해)라고 외치는 장대한 코러스가 인상적이다. 특히 뮤직비디오에서는 마치 청소년기의 자신의 방을 재현해 놓은 것과 같은 방에서 춤을 추며 자유롭고 열정적이었던 청소년기를 음악과 영상으로 표현해 많은 사랑을 받고 있다. 이어지는 트랙 "Blame It On The Girls"은 소란스럽고 화려하고 유쾌한 미카의 개성이 잘 드러나 있는 곡으로 듣는 이로 하여금 저절로 손뼉으로 박자를 맞추게 한다. "Blame It On The Girls"는 미국과 일본에서의 두 번째 프로모션 싱글로 정해졌고 영국의 두 번째 프로모션 싱글로 정해진 "Rain"은 11월 23일 발매되었다. 1940년대 디즈니 영화의 수록곡과 비슷한 분위기를 지닌 "Toy Boy"와 남국의 리듬이 실린 "Blue Eyes"는 2009년 6월, 2집에 앞서 발매했던 어쿠스틱 미니 앨범 Songs For Sorrow에 수록된 곡이다. 2CD 디럭스 버전에는 기존 스탠다드 버전에 ‘Lover Boy’가 13번 트랙으로 보너스 수록되며, CD2에는 지난 6월 8일 런던 Sadler’s Wells에서 열린 라이브 음원 17곡이 담겨 있는데, 이 추가 CD에는 ‘Grace Kelly’, ‘Happy Ending’, ‘Big Girl’ 등의 기존 히트곡이 생생한 라이브로 실려 있어 팬들의 마음을 설레게 하고 있다. 2009년 9월 25일 미카는 뉴욕시의 굿모닝 아메리카에 출연해 공연하였으며 2009년 10월 14일 데이빗 레터맨의 심야쇼에서 "Blame it on the Girls"를 공연했다.
미카의 세계적인 센세이션은 대한민국에서도 마찬가지였다. 연일 쉬지 않고 라디오에서는 미카의 곡들이 흘러나왔고, 차트1위는 물론, TV방송에서도 그의 음악은 현재까지도 자주 들려오고 있다. 각종 CF광고(SHOW 공익광고, SK Telecom, 아시아나항공, KB국민은행 등)에서도 쉽게 들을 수 있는 미카의 곡들은 2009년을 살아가는 음악 팬들에게 매우 익숙한 멜로디로 다가갔고, 미카는 가장 ‘핫’한 아티스트로 떠올랐다. 2009년 11월 28일 미카의 첫 내한 공연은 2300여 석의 좌석이 발매 10분 만에 매진됐을 정도로 공연 전부터 반응이 뜨거웠고 성공적이었다.
미카는 2007년 보이존을 위해 Gave It All Away를 작곡, 작사해 주었고, 2010년 3월 21일, ITV1에서 Boyzone: A Tribute To Steven Gately에 출연해 보이존과 Gave It All Away를 함께 부르기도 했다. 미카는 다른 뮤지션들을 위해 곡들을 써왔다고 한다. "대부분의 시간에 난 필명들 아래 다른 사람들을 위해 곡을 쓴다. 내겐 세 개의 필명이 있다. 그 중 하나는 밝혀졌었는데 - 앨리스다."
2010년 3월 1일 미카 공식홈페이지에 미카가 2010년 마블 코믹스 영화인 "Kick Ass"의 사운드트랙을 작업 중이라는 발표가 있었고, 2010년 3월 15일 영국 신문 더선지가 그 뮤직비디오의 단독 프리뷰를 게재했다. 그 비디오는 한 뒷골목에서 강도를 당한 후 힘없이 쓰러져 있는 미카를 보여준다. 그는 노래하기 시작하고 그러면서, 그 가사의 힘을 주는 문구들과 "Kick Ass" 만화책에서 그가 발견한 이슈에 고무되어 옥상으로 뛰어올라가 하늘을 향해 코러스를 부르짖는다. 대부분의 사운드트랙 싱글들처럼 이 비디오에도 해당 영화의 삽입 장면들이 들어가 있다. 이 뮤직비디오는 Jim Canty가 감독했다.

### 2012-:The Origin Of Love
2012년 6월 Pharrell Williams가 피처링으로 참여한 싱글 Celebrate 공식발표.
2012년 9월 24일 공식 3집 앨범인 The Origin Of Love가 발매되고
2013년 5월 17일 2013 서울재즈페스티벌에 메인무대로 참가해 국내팬들의 마음을 사로잡았다.

### 2015- 현재: "No Place In Heaven
미카의 네번째 앨범인 'No Place in Heaven'이 2015년 6월 15일에 발매되었다. 그는 이 앨범을, '직접적이고, 저음, 열린, 솔직한, 장난기 있는, 그리고 '60년대 팝 음악'의 영감을 받은 성숙한 팝 앨범이라고 묘사했다. 그 다음 해, 그는 이탈리아에서 그의 TV쇼를 위해 촬영하기 시작했다. 2017년에 그는 고 조지 마이클을 기리며 산레모 페스티벌에서 공연했다. 그의 이탈리아 쇼"Stasera Casa Mika"가 2017년 최우수 연예 시리즈로 로즈도르 상을 수상했다.
2015년 3월 Talk About You 선공개.
2015년 4월 싱글 Last Party 공개
2015년 5월 싱글 Good Guys 공개
2015년 6월 정규 4집 No Place In Heaven 공개
2015년 11월, 12월 No Place In Heaven의 매거진 버전, 오케스트라 버전 앨범 발매.
2016년 2월 대한민국 서울 잠실실내체육관에서 6년만의 내한공연을 가졌다.

## 사생활
미카에게는 두 명의 누나와 남동생 한 명, 여동생 한 명이 있다. 큰 누나인 야스민은 DaWack이라는 필명으로 일하고 있으며 Life in Cartoon Motion의 만화를 그렸고, 현재 패션디자이너이다. 미카는 프랑스어와 이탈리아어를 유창하게 구사한다.. 2009년 9월 23일 BBC 라디오 1의 The Chris Moyles Show에서 그는 9년간 표준 중국어를 배웠으나 뛰어나게 잘 말하지는 못한다고 했다. 하지만 그의 세 누이들은 유창하게 구사한다고 했다.
그의 화려한 무대매너 때문에 미카가 게이일지도 모른다는 추측이 있어왔다. 미디어에 대한 응답으로 이 주제에 대한 그의 생각을 인용하자면 다음과 같다. "나는 내 성정체성과 관련된 말은 어떤 것도 하지 않을 것이다. 난 단지 그렇게 할 필요가 없다고 생각할 뿐이다. 사람들은 내게 항상 묻는다. 하지만 난 그게 중요하다고 생각하지 않는다." 그는 이렇게 덧붙였다. " 살아남기 위해 난 내 삶의 다른 부분들에 대해 입을 다물어야 하고, 그게 그 부분들 중 하나이다. 특히 지금과 같은 데뷔 초에는 더욱 그렇다."
그는 그가 미국 시장에 어필하기 위해 성적 금기들을 피해간다는 추측을 부인했다. 동성애에 빠진 유부남에 대한 곡인 "빌리 브라운"을 가리키며 그는 이렇게 말했다. "내가 성적 금기들에 대해 걱정했다면 난 정말로 내가 만든 음반을 만들지 않았을 것이다. 그것은 그 일과는 전혀 관련이 없다. 그것은 자기 존중과 더욱 관련이 있다."
2009년 9월 잡지 '게이 앤 나이트'와의 인터뷰 중에서 미카는 "나는 결코 나에게 라벨을 붙인 적이 없다. 난 결코 내 삶을 한정한 적이 없으며, 내가 누구와 자는 지에 대해서도 전혀 한정하지 않아왔다. 당신이 원하는 대로 날 불러라. 굳이 날 칭할 어떤 단어가 필요하다면 날 양성애자라고 불러도 좋다. 당신은 당신이 원하는 대로 자유로워야 한다." 라고 말했다. 이는 그의 양성애자 커밍아웃이 아니라 그의 라벨 거부에 대한 확고한 의지 표명이다.
미카는 2012년 8월 미국의 한 동성애 잡지에서“게이라고 묻는다면...네 맞습니다”라며 “동성애를 암시하는 자작곡도 내 이야기가 맞다”고 말해 커밍아웃을 했다.

## 음반 목록

### 정규 음반
| 년도 | 음반 | 최고 차트 순위 | 최고 차트 순위 | 최고 차트 순위 | 최고 차트 순위 | 최고 차트 순위 | 최고 차트 순위 | 최고 차트 순위 | 최고 차트 순위 | 최고 차트 순위 | 최고 차트 순위 | 음반 판매량 인증 (판매부수)                                            |
| 년도 | 음반 | UK             | AUS            | CAN            | FRA            | GER            | IRE            | NL             | NZ             | US             | SWE            | 음반 판매량 인증 (판매부수)                                            |
| ---- | --- | -------------- | -------------- | -------------- | -------------- | -------------- | -------------- | -------------- | -------------- | -------------- | -------------- | ---------------------------------------------------------------------- |
| 2007 | 《Life in Cartoon Motion》 - 발매일: 2007년 2월 5일 - 레코드사: 아일랜드 레코드 - 형식: CD, 디지털 다운로드     | 1              | 5              | 2              | 1              | 6              | 2              | 1              | 3              | 29             | 3              | - 총 : 5,760,000 - 영국:5×플래티넘 - 호주:2×플래티넘 - 유럽:4×플래티넘 |
| 2009 | 《The Boy Who Knew Too Much》 - 발매일: 2009년 9월 21일 - 레코드사: 아일랜드 레코드 - 형식: CD, 디지털 다운로드 | 4              | 10             | 19             | 1              | 6              | 14             | 5              | 30             | 19             | 14             | - 영국:55,000 - 총:275,000                                             |
| 2012 | 《The Origin Of Love》 - 발매일: 2012년 9월 24일 - 레코드사: 아일랜드 레코드 - 형식: CD, 디지털 다운로드        |                |                |                |                |                |                |                |                |                |                |                                                                        |
| 2015 | 《No Place In heaven》                                                                                          |                |                |                |                |                |                |                |                |                |                |                                                                        |

### 라이브 앨범
- 《iTunes Festival: London》 (2007년)
- 《Live Parc Des Princes Paris》 (2008년)

### EP
- 《Dodgy Holiday EP》 (2006년)
- 《Live in Cartoon Motion(Live)》 (2007년)
- 《Songs For Sorrow EP》 (2009년)
- 《iTunes Live: London Festival '09》 (2009년)

### 싱글
- Life in Cartoon Motion : "Relax, Take It Easy" • "Grace Kelly" • "Love Today" • "Big Girl (You Are Beautiful)" • "Happy Ending" • "Relax, Take It Easy" (re-release) / "Lollipop"

- The Boy Who Knew Too Much : "We Are Golden" • "Blame It On The Girls" • "Rain"

## 수상 및 후보 목록
| 년도 | 대상 | 상                             | 결과 |
| ---- | ---- | ------------------------------ | ---- |
| 2007 | 미카 | 베스트셀링 뉴 아티스트         | 수상 |
| 2007 | 미카 | 베스트셀링 남성 팝/록 아티스트 | 수상 |
| 2007 | 미카 | 베스트셀링 영국 남성 아티스트  | 수상 |

| 년도 | 대상          | 상                   | 결과       |
| ---- | ------------- | -------------------- | ---------- |
| 2007 | 미카          | 베스트 솔로 아티스트 | 노미네이트 |
| 2007 | "Grace Kelly" | 베스트 트랙          | 노미네이트 |

| 년도 | 대상          | 상          | 결과       |
| ---- | ------------- | ----------- | ---------- |
| 2007 | "Grace Kelly" | 올해의 음반 | 노미네이트 |

| 년도 | 대상         | 상                 | 결과       |
| ---- | ------------ | ------------------ | ---------- |
| 2008 | "Love Today" | 베스트 댄스 레코딩 | 노미네이트 |

| 년도 | 대상                   | 상                       | 결과       |
| ---- | ---------------------- | ------------------------ | ---------- |
| 2008 | 미카                   | 영국 남성 솔로 아티스트  | 노미네이트 |
| 2008 | Life in Cartoon Motion | 영국의 앨범              | 노미네이트 |
| 2008 | "Grace Kelly"          | 영국의 싱글              | 노미네이트 |
| 2008 | 미카                   | 영국의 획기적인 아티스트 | 수상       |

| 년도 | 대상 | 상          | 결과       |
| ---- | ---- | ----------- | ---------- |
| 2009 | 미카 | 최고의 남성 | 노미네이트 |

| 년도 | 대상 | 상                       | 결과       |
| ---- | ---- | ------------------------ | ---------- |
| 2007 | 미카 | 최고의 획기적인 아티스트 | 노미네이트 |
| 2007 | 미카 | Best hair on an artist   | 수상       |

| 년도 | 대상 | 상                   | 결과 |
| ---- | ---- | -------------------- | ---- |
| 2007 | 미카 | 최우수 남성 아티스트 | 수상 |

| 년도 | 대상 | 상                      | 결과       |
| ---- | ---- | ----------------------- | ---------- |
| 2007 | 미카 | 최우수 페스티벌 팝 공연 | 노미네이트 |

| 년도 | 대상 | 상             | 결과       |
| ---- | ---- | -------------- | ---------- |
| 2007 | 미카 | 최우수 팝 공연 | 노미네이트 |

| 년도 | 대상          | 상                                      | 결과       |
| ---- | ------------- | --------------------------------------- | ---------- |
| 2007 | 미카          | 국제적으로 최고의 비스페인어권 아티스트 | 노미네이트 |
| 2007 | "Grace Kelly" | 국제적으로 최우수 비스페인어권 곡       | 노미네이트 |

| 년도 | 대상          | 상                   | 결과       |
| ---- | ------------- | -------------------- | ---------- |
| 2007 | "Grace Kelly" | 베스트 트랙          | 노미네이트 |
| 2007 | 미카          | 최우수 영국 연예인   | 노미네이트 |
| 2007 | 미카          | 최우수 남성 아티스트 | 노미네이트 |

| 년도 | 대상                   | 상                 | 결과       |
| ---- | ---------------------- | ------------------ | ---------- |
| 2008 | 미카                   | 최우수 국제적 신인 | 수상       |
| 2008 | "Relax, Take It Easy"  | 올해의 국제적 곡   | 노미네이트 |
| 2008 | Life in Cartoon Motion | 올해의 국제적 음반 | 노미네이트 |
| 2008 | "Relax, Take It Easy"  | 올해의 뮤직 비디오 | 노미네이트 |

| 년도 | 대상 | 상                 | 결과       |
| ---- | ---- | ------------------ | ---------- |
| 2008 | 미카 | 최우수 국제적 신인 | 노미네이트 |

| 년도 | 대상 | 상                          | 결과       |
| ---- | ---- | --------------------------- | ---------- |
| 2008 | 미카 | 최고의 국제적 남성 아티스트 | 노미네이트 |
| 2008 | 미카 | 최우수 국제적 신인          | 수상       |

| 년도 | 대상                   | 상                        | 결과 |
| ---- | ---------------------- | ------------------------- | ---- |
| 2008 | 미카                   | 최우수 영국 남성 아티스트 | 수상 |
| 2008 | Life in Cartoon Motion | 최고의 영국 앨범          | 수상 |

| 년도 | 대상          | 상                 | 결과       |
| ---- | ------------- | ------------------ | ---------- |
| 2008 | "Grace Kelly" | 최우수 국제적 싱글 | 노미네이트 |

| 년도 | 대상          | 상                 | 결과       |
| ---- | ------------- | ------------------ | ---------- |
| 2008 | "Grace Kelly" | 최우수 신인 비디오 | 노미네이트 |

| 년도 | 대상           | 상            | 결과       |
| ---- | -------------- | ------------- | ---------- |
| 2008 | "Happy Ending" | 올해의 비디오 | 노미네이트 |

| 년도 | 대상 | 상          | 결과       |
| ---- | ---- | ----------- | ---------- |
| 2008 | 미카 | 올해의 남성 | 노미네이트 |

| 년도 | 대상          | 상                       | 결과       |
| ---- | ------------- | ------------------------ | ---------- |
| 2008 | "Grace Kelly" | 가장 많이 판매된 영국 곡 | 노미네이트 |
| 2008 | 미카          | 올해의 작곡가            | 수상       |

| 년도 | 대상 | 상               | 결과       |
| ---- | ---- | ---------------- | ---------- |
| 2008 | 미카 | 최고의 남성 가수 | 노미네이트 |

| 년도 | 대상 | 상                              | 결과       |
| ---- | ---- | ------------------------------- | ---------- |
| 2008 | 미카 | 가장 좋아하는 획기적인 아티스트 | 노미네이트 |

| 년도 | 대상 | 상                            | 결과       |
| ---- | ---- | ----------------------------- | ---------- |
| 2008 | 미카 | 최고의 국제 팝                | 수상       |
| 2008 | 미카 | 최고의 국제적인 남성 아티스트 | 노미네이트 |

## 참고 자료
일반적 인용
- "Mika > Discography". 올뮤직. 2008년 8월 17일 정정됨.
- Mika discography. 영어 위키백과
- Mika (singer). 영어 위키백과

구체적 인용
1. 1 2 3  Mika -> Vidéos -> Medley 보관됨 2013-01-10 - 웨이백 머신, mytaratata.com]
2. ↑  Porter, Hugh (2007-01-23). "A Prejudice Goes Pop 보관됨 2009-09-17 - 웨이백 머신", 타임. 2009-05-17 주소.
3. ↑  Mccaffrey, Julie; and Adam Luck (2007-01-29). "Mika, Teenage prodigy of the Royal Opera". The Daily Mirror. 2007-06-22 주소.
4. 1 2  “Triumph of a tortured soul”. 더 타임스. 2007년 1월 5일. 2011년 6월 15일에 원본 문서에서 보존된 문서. 2007년 6월 22일에 확인함. 이름 목록에서 |이름1=이(가) 있지만 |성1=이(가) 없음 (도움말)
5. 1 2 3  네이버
6. ↑  (2007년 8월 21일). "Mika: 당신이 좋아하는 스타에 대해 당신이 전혀 알지 못한 10가지", The Gold Coast Bulletin, p. 28.
7. 1 2  “<O2/커버스토리>미카, 21세기 팝의 오래된 미래”. 동아일보. 2009년 11월 19일. 2007년 12월 9일에 확인함.
8. 1 2  “주한영국문화원 블로그”. 2009년 11월 5일에 원본 문서에서 보존된 문서. 2009년 12월 9일에 확인함.
9. ↑  Allen, Matt (2009년 6월 1일). "Exclusive: Mika's Second Coming 보관됨 2009-05-18 - 웨이백 머신", Q 매거진. 2009-07-12 인용.
10. ↑  “MikaSounds / Blog / 'We Are Golden' Video - Watch it now!”. 2012년 7월 26일에 원본 문서에서 보존된 문서. 2012년 1월 12일에 확인함.
11. ↑  “MikaSounds / Latest News / Watch 'Blame it On The Girls'”. 2012년 7월 26일에 원본 문서에서 보존된 문서. 2010년 1월 9일에 확인함.
12. ↑  “'英 프린스' 미카, 내한공연 예매 10분만에 '매진'”. 이데일리. 2009년 10월 28일. 2007년 12월 9일에 확인함.[깨진 링크(과거 내용 찾기)]
13. ↑  “미카 첫 내한공연, 2000여 韓팬들 열광시키다”. 아시아경제. 2009년 11월 28일. 2007년 12월 9일에 확인함.
14. ↑  “과연, 역시 Mika…이것이 콘서트다”. 뉴시스. 2009년 11월 29일. 2007년 12월 9일에 확인함.
15. ↑  “화려한 음악과 함께한 미카의 동화 속 파티”. 연합뉴스. 2009년 11월 28일. 2007년 12월 9일에 확인함.
16. ↑  “‘귀여움과 카리스마’ 동시에 포장”. 문화일보. 2009년 11월 30일. 2007년 12월 9일에 확인함.
17. ↑  “‘내한’ 미카 “한국에 푹 빠졌어요!” 공연서 한복입고 한국말도 ‘술술’”. 뉴스엔. 2009년 11월 30일. 2007년 12월 9일에 확인함.
18. ↑  “Boyzones Ronan Keating on his grief for Stephen Gately”. The Sun. 2010년 3월 31일에 확인함.
19. ↑  “Mika - My Boyzone hit is a real slap in the face for my bullies”. Sunday World. 2010년 2월 22일. 2010년 3월 31일에 확인함.
20. ↑  “Boyzone to play first live gig since Stephen Gateley's death”. The Mirror. 2010년 3월 31일에 확인함.
21. ↑  “Mika – The Things They Say 14407 – Contactmusic News”. Contactmusic.com. 2010년 1월 9일에 확인함.
22. ↑  “Mika announces new album 'No Place In Heaven' - NME”. 《NME》 (미국 영어). 2015년 4월 2일. 2018년 3월 24일에 확인함.
23. ↑  “Mika Finds a New Happy Place with No Place in Heaven” (영어). 2015년 5월 28일. 2018년 3월 24일에 확인함.
24. ↑  “Whatever happened to Mika?”. 《Digital Spy》 (영어). 2016년 9월 21일. 2018년 3월 24일에 확인함.
25. ↑  “Watch Mika's Moving Tribute to George Michael During the Sanremo Music Festival | Hornet Stories”. 《Hornet Stories》 (미국 영어). 2017년 2월 10일. 2017년 2월 18일에 원본 문서에서 보존된 문서. 2018년 3월 24일에 확인함.
26. ↑  ““You Can’t Ask That,” “Bigheads” receive Rose D’Or Awards”. 2018년 3월 24일에 확인함.
27. ↑  영어 위키백과 해석[깨진 링크(과거 내용 찾기)]
28. ↑  Interview: Singer Mika - Scotsman.com
29. ↑  “Mika UK discography”. 《chartstats.com》. 2007년 2월 25일에 원본 문서에서 보존된 문서. 2009년 12월 4일에 확인함.
30. ↑  “Mika Australian discography”. 《australian-charts.com》. Hung Medien. 2009년 8월 16일에 확인함.
31. 1 2  “Mika Billboard discography”. 올뮤직. Rovi Corporation. 2009년 8월 16일에 확인함. 다음 글자 무시됨: ‘Macrovision
’ (도움말)
32. ↑  “Mika French discography”. 《lescharts.com》. Hung Medien. 2009년 8월 16일에 확인함.
33. ↑  “Mika German albums discography”. musicline.de. 2013년 1월 15일에 원본 문서에서 보존된 문서. 2009년 8월 16일에 확인함.
34. ↑  Mika at acharts.us
35. ↑  “Mika Dutch discography”. 《dutchcharts.nl》. Hung Medien. 2009년 8월 16일에 확인함.
36. ↑  “Mika New Zealand discography”. 《charts.org.nz》. Hung Medien. 2012년 10월 26일에 원본 문서에서 보존된 문서. 2009년 8월 16일에 확인함.
37. ↑  “Mika Swedish discography”. 《swedishcharts.com》. Hung Medien. 2009년 9월 17일에 확인함.
38. 1 2  Music News, Reviews, Articles, Information, News Online & Free Music | Billboard.com
39. ↑  “BPI - Certified Awards Search”. 《British Phonographic Industry》. 2013년 1월 11일에 원본 문서에서 보존된 문서. 2009년 8월 27일에 확인함.
40. ↑  "ARIA Charts - Accreditations - 2007 Albums". 오스트레일리아 앨범 산업 협회. 2008년 8월 16일 주소.
41. ↑  " IFPI Platinum Europe Awards - 2009" 보관됨 2013-10-19 - 웨이백 머신. IFPI. 2008년 8월 16일 주소.
42. ↑  UK Sales